# 莫卡 (多明尼加)

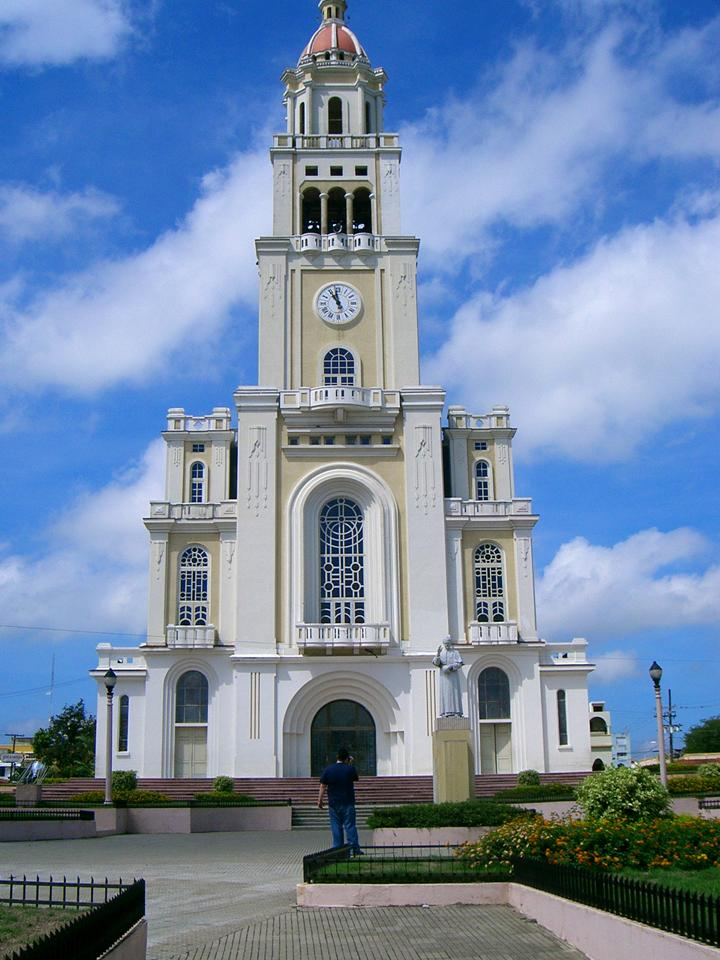

莫卡（西班牙語：Moca）是中美洲國家多明尼加共和國的城市，也是艾斯派亞省的首府，位於該國北部，距離首都聖多明哥145公里，面積339平方公里，海拔高度183米，2012年人口253,293。